# Олейниковский сельский совет (Харьковская область)
Олейниковский сельский совет — входит в состав Сахновщинского района Харьковской области Украины.
Административный центр сельского совета находится в селе Олейники.

## История
- 1924 — дата образования.

## Населённые пункты совета
- село Олейники
- село Марьевка
- село Новомихайловка
- село Яковлевка

### Ликвидированные населённые пункты
- село Аркадиевка
- село Михайловка